# Laktase
Laktase er et enzym, som via hydrolyse spalter disakkaridet laktose (mælkesukker) til glukose og galaktose.
Laktase har et temperatur-optimum på 37 °C og et pH-optimum på 6.
Genet for laktase kaldes LCT og findes på kromosompar nr. 2. Genet er bl.a. aktivt i tyndtarmen, hvor laktase spiller en væsentlig rolle, når mælken fordøjes. Mangel på enzymet giver laktoseintolerans, og bæreren kan derfor ikke tåle mælk.
Når nordeuropæere almindeligvis kan tåle mælk i voksenalderen, kaldes det laktase-persistens. Det skyldes en variation i genets promoter, der regulerer udtrykket af laktase. Asiater og indfødte amerikanske stammer er 90% laktose-intolerante som voksne.